# Afanassi Grigorjewitsch Grigorjew

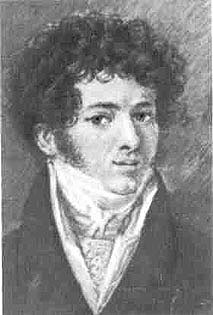
Afanassi Grigorjewitsch Grigorjew

Afanassi Grigorjewitsch Grigorjew (russisch Афанасий Григорьевич Григорьев; * 21. Januarjul. / 1. Februar 1782greg. in Wassiljewskaja, Gouvernement Tambow; † 13. Maijul. / 25. Mai 1868greg. in Moskau) war ein russischer Architekt des Empire.

## Leben
Grigorjew stammte aus einer leibeigenen Familie. Er erlernte das Bauhandwerk in der Firma des Schweizer Architekten Giovanni Gilardi, mit dessen Sohn Domenico er bei Francesco Camporesi in der Architekturschule am Kreml-Bauamt studierte. Im Alter von 22 Jahren erlangte Grigorjew seine persönliche Freiheit.
Grigorjew trat 1808 als Architekturassistent in den Staatsdienst und wurde dann Staatsarchitekt des Witwenhauses an der Kudrinskaja Ploschtschad in Moskau. Er arbeitete weiter mit Domenico Gilardi zusammen bis zu dessen Rückkehr in die Schweiz 1832. Zu den gemeinsamen Projekten gehörten das Herrenhaus Suchanowo bei Widnoje (1813) und das Gebäude des Opekunski Sowjet (1823–1826, Uliza Soljanka 14, Moskau). Unabhängig von Girardi baute Grigorjew die Himmelfahrtskirche (1798–1816, Bolschaja Nikitskaja Uliza, Moskau) nach dem Projekt von Joseph Bové. Zusammen mit Bové baute Grigorjew den Dokutschajew-Stadthof in der Moskauer Mjasnizkaja Uliza nach dem Brand von Moskau 1819–1821 wieder auf, Den Hof kaufte 1857 Kosma Terentjewitsch Soldatjonkow und ließ ihn in den 1870er Jahren von Alexander Iwanowitsch Resanow modernisieren.
Eigene Werke Grigorjews waren das Chruschtschow-Selesnjow-Herrenhaus (1814–1816, Uliza Pretschistenka 12/2, Moskau, seit 1961 Staatliches Puschkin-Museum), das Lopuchin-Haus (1817–1822, Uliza Pretschistenka 11, Moskau, jetzt Tolstoi-Museum), die Dreifaltigkeitskirche Jerschowo bei Swenigorod (1820er Jahre), die Auferstehungskirche auf dem Wagankowoer Friedhof (1824) und sein eigenes Haus am Moskauer Miljutinski Pereulok 8.
Grigorjew war zweimal verheiratet. Seine erste Frau war die Schwester der Architekten Fjodor und Alexander Michailowitsch Schestakow. Seine zweite Frau war die Witwe Fjodor Schestakows. Grigorjews Bruder Dormidont war ebenfalls Architekt des Empire.

## Werke

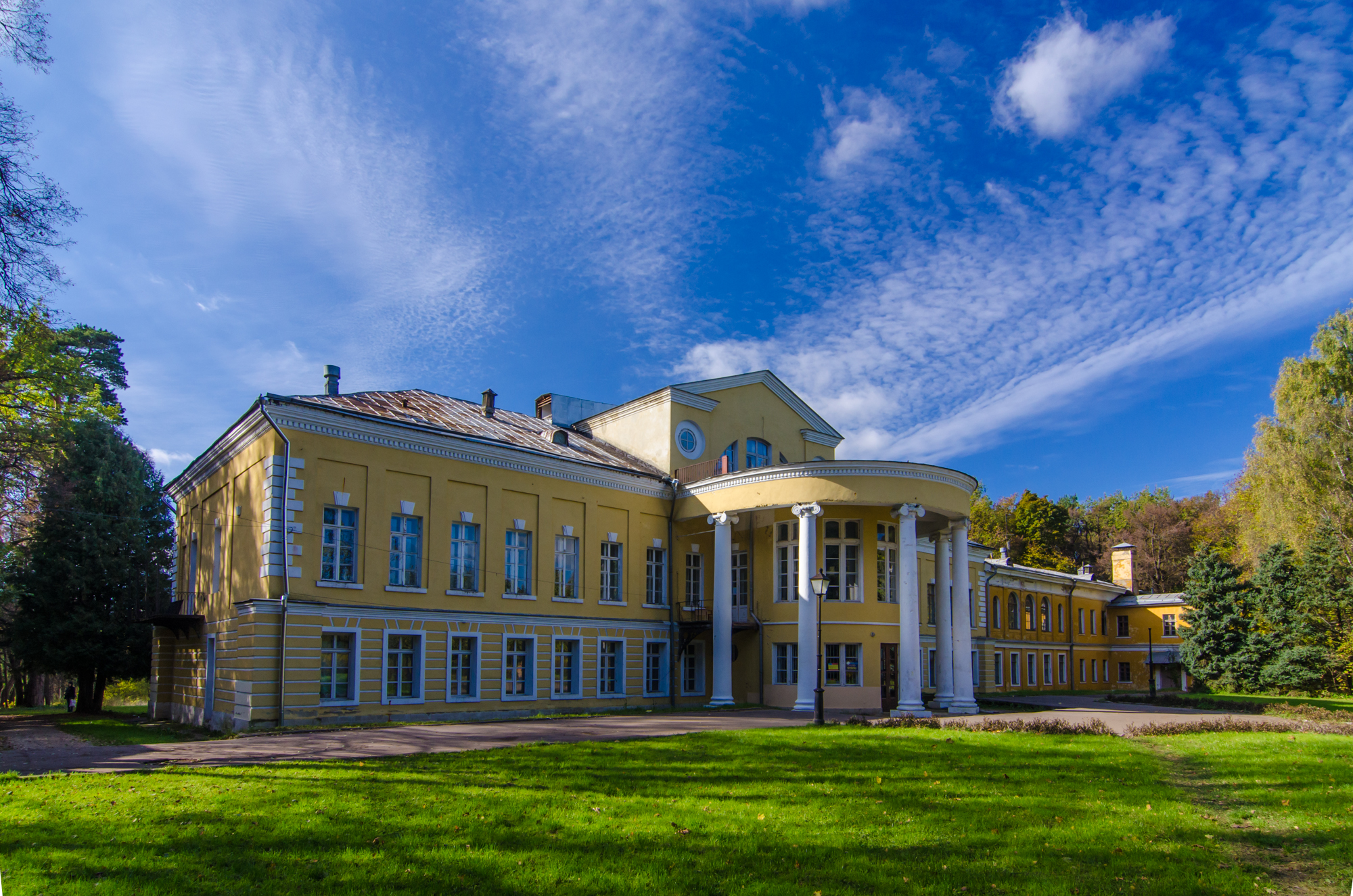
Herrenhaus Suchanowo
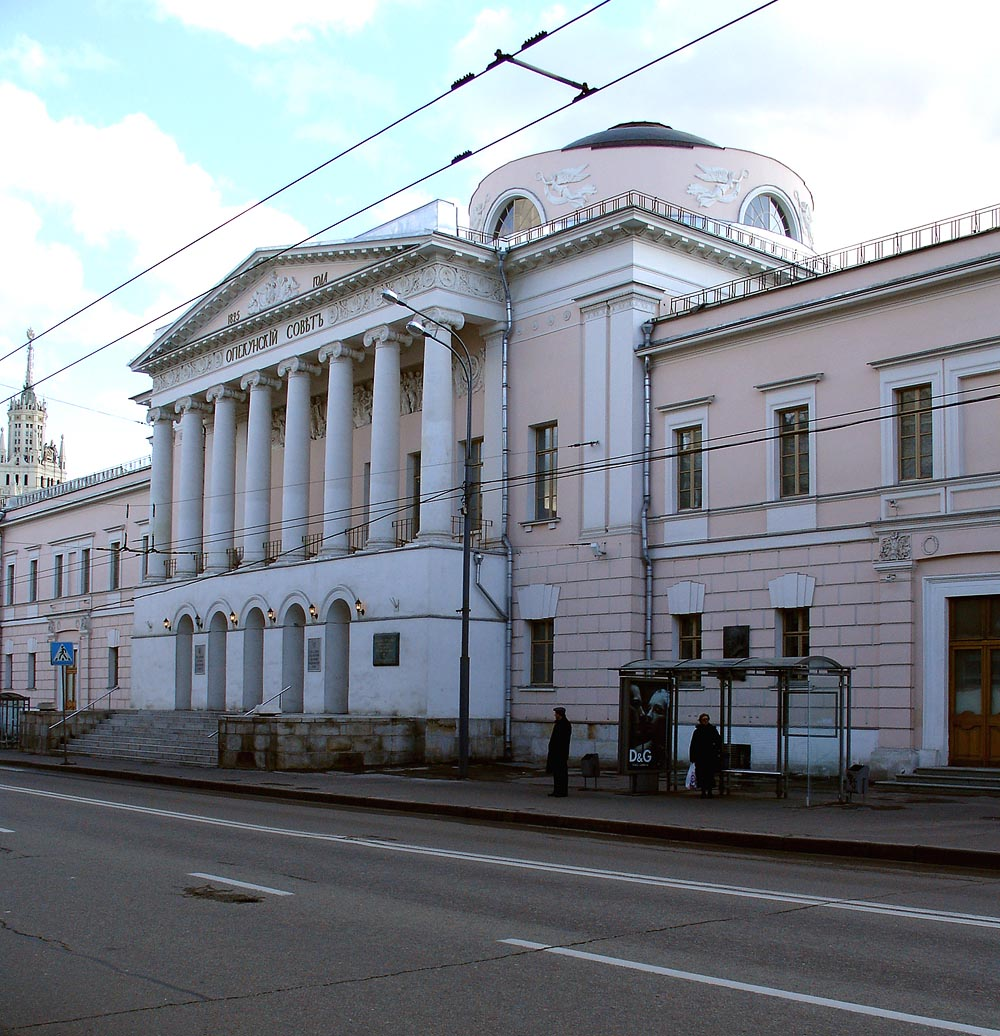
Opekunski Sowjet
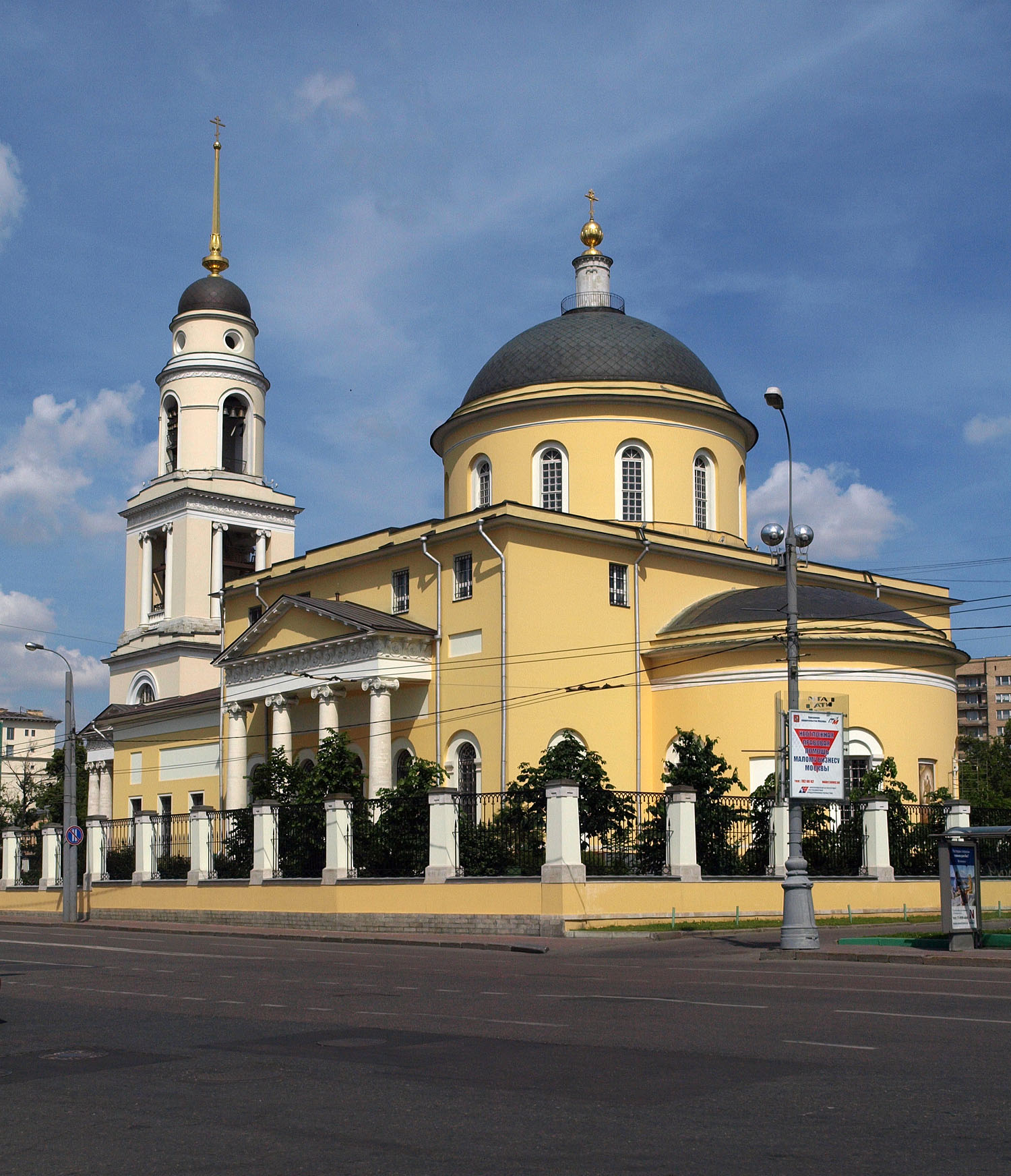
Himmelfahrtskirche
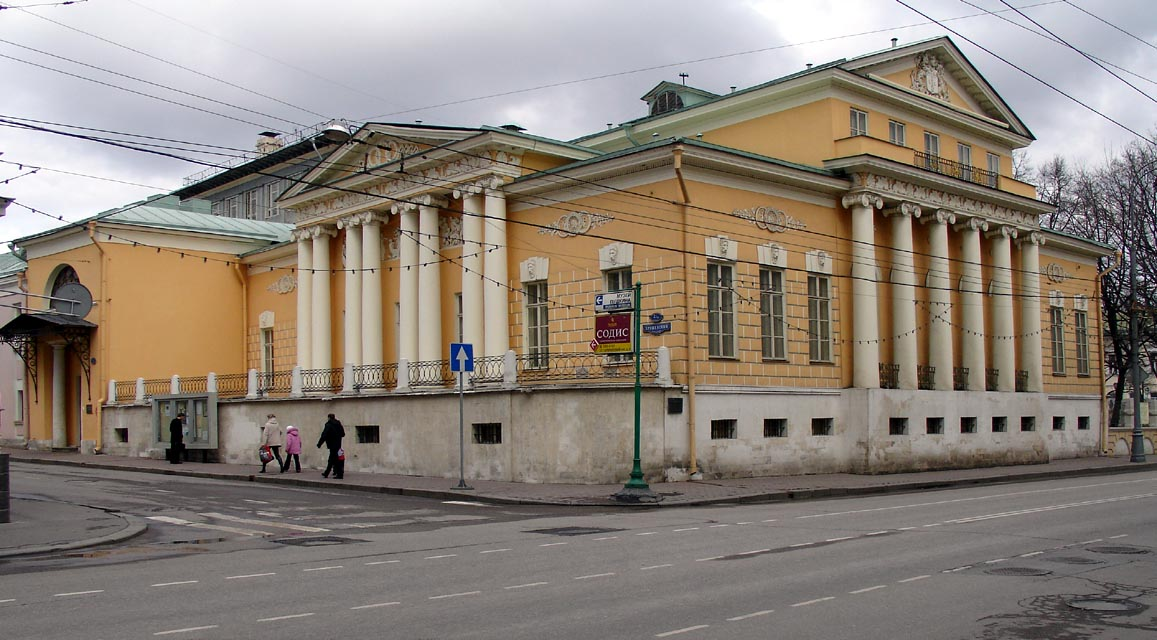
Chruschtschow-Selesnjow-Herrenhaus
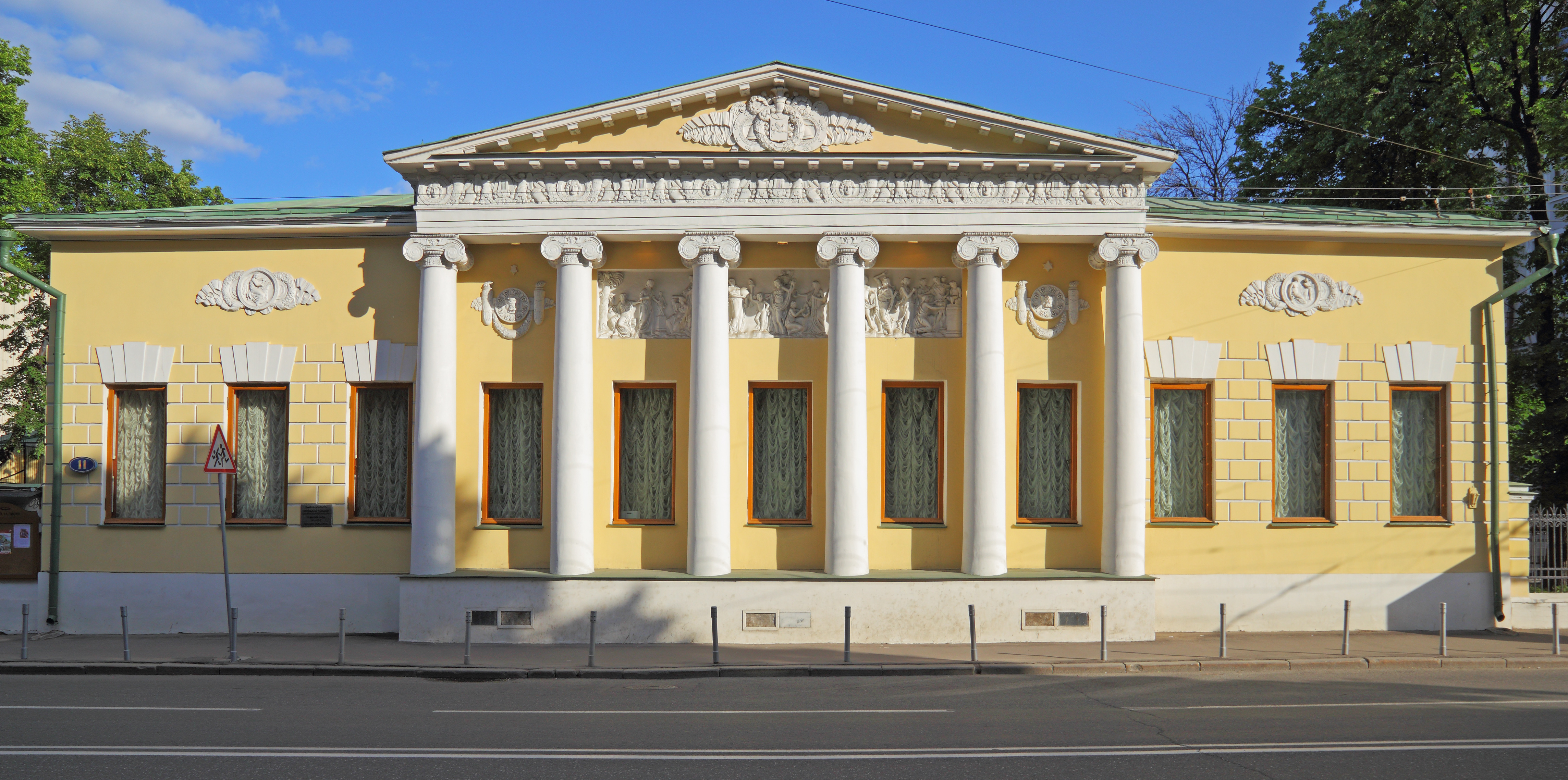
Lopuchin-Haus
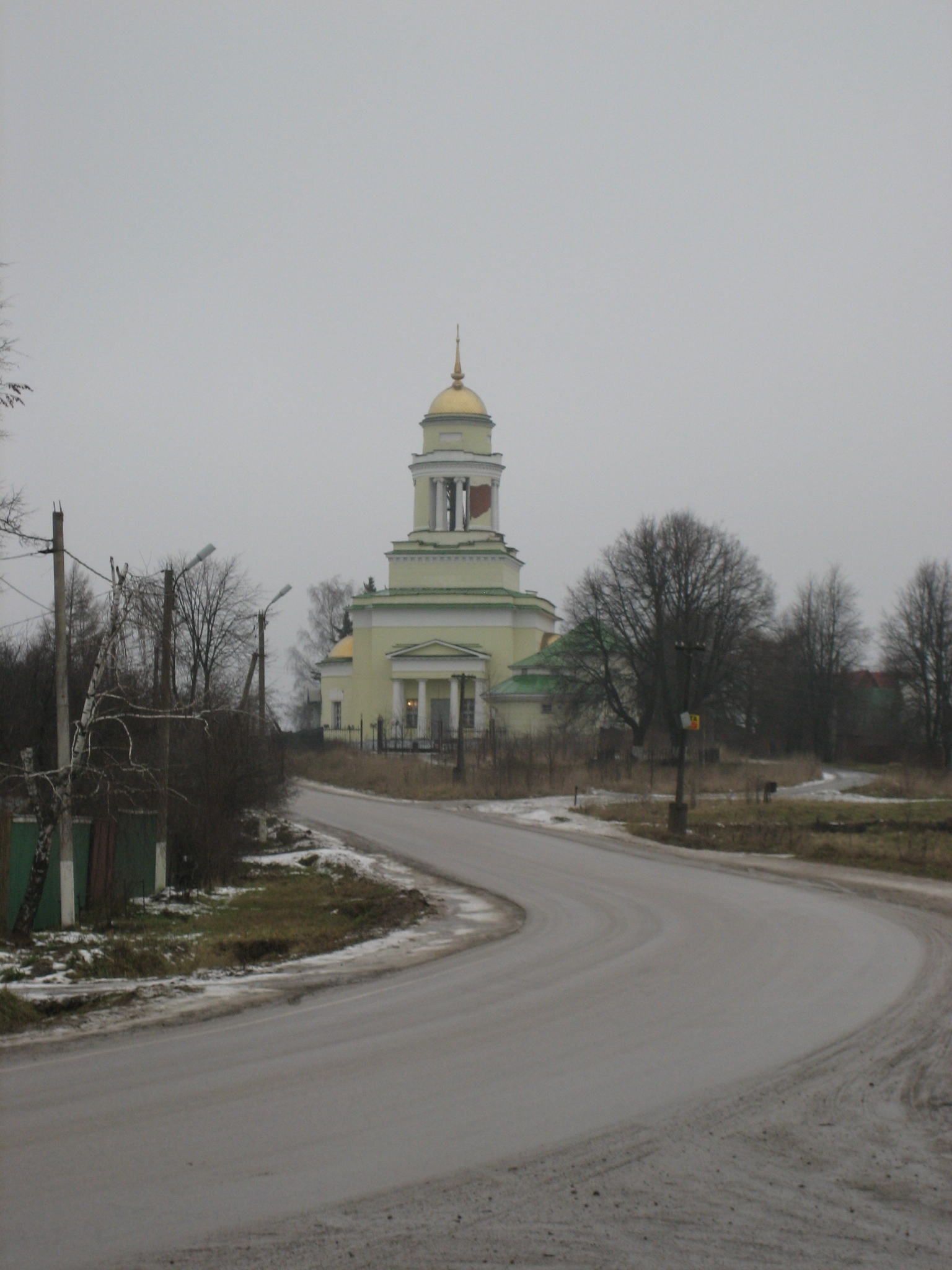
Dreifaltigkeitskirche Jerschowo
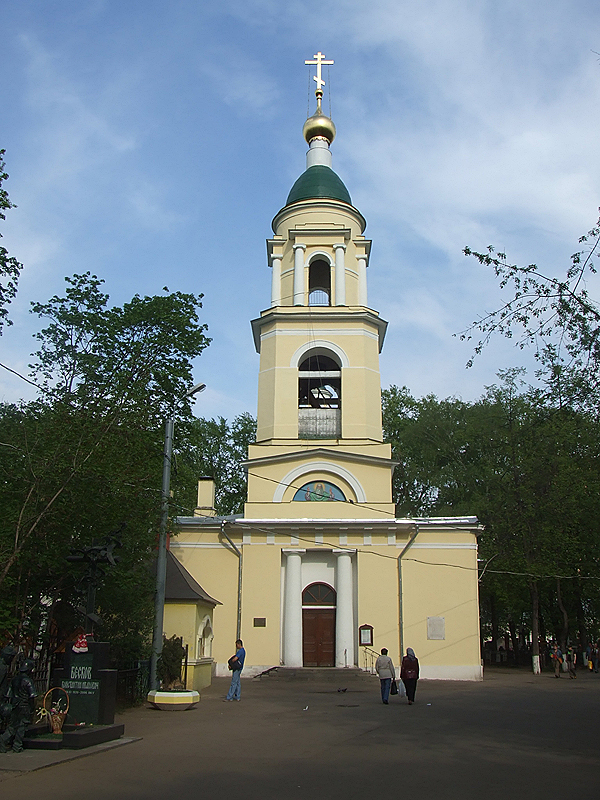
Auferstehungskirche auf dem Wagankowoer Friedhof
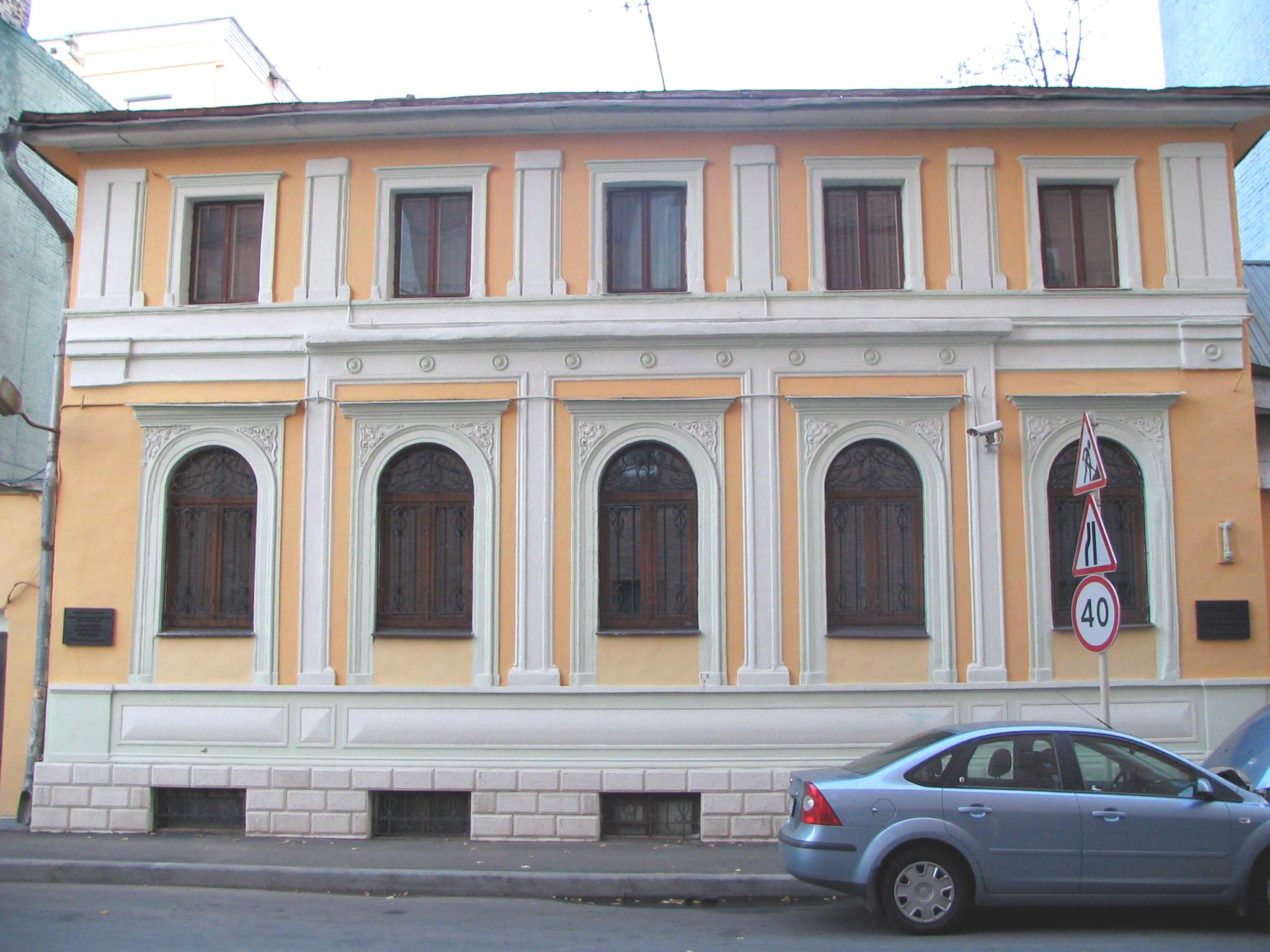
Grigorjews Haus